# 反共主義
反共主义，又稱反共產主义、反共，是指反對共產主義的政治運動和意识形态。馬克思認為共產思想在遠古就已存在，有一些原始部落就採取財產共有的做法，馬克思稱之為原始共產主義。另外在歐洲的現代早期，也出現了支持共產主義思想的各種團體。但是這些共產主義的先驅者並沒有共通的學說，所以反共人士也沒有相應的組織起來。有組織的反共主義是在馬克思提出共產主義的學說之後才發生的，1864成立的第一國際，1889成立的第二國際，都有主張共產革命的論點，組織內部就有共產革命和反共的無政府主義路線鬥爭。組織之外，馬克思的共產革命思想引發各國既有政權的疑懼，並對共產人士進行鎮壓。到1917年俄国十月革命後，各國對共產主義疑慮更高，反共主義更興盛，並且在冷戰期間達到了全球範圍，當時美國和蘇聯進行了激烈的競爭。反共主義是許多不同政治立場的運動的組成部分，例如保守主義、自由主義、民族主義、社會民主主義、麥卡錫主義、無政府主義、法西斯主義和納粹主義，甚至包括社會主義和反斯大林主義左翼。
在美國，反共主義導致了1919年至1920年的第一次紅色恐慌。1920年代和1930年代，保守主義者、自由主義者和社會民主主義者提倡反對歐洲的共產主義。
在世界各地，共產主義者與反共主義者之間發生了許多軍事衝突，包括俄國內戰、中國國共內戰、韓戰、馬來亞緊急狀態、越戰、蘇聯阿富汗戰爭等。反共軍事聯盟北約成立於1949年。隨著1989年东欧剧变和1991年蘇聯解體，世界上大多數共產國家政權結束統治，促使冷戰結束。儘管如此，反共主義仍在許多當代政治運動中存在。

## 早期的反共
早期共產黨希望能在世界各國發動暴力革命，推翻世界各國的政權，成立全球性的蘇維埃。馬克思主義理論認為世界革命可以導致世界共產主義（World communism）及之後的無國家共產主義（stateless communism）。
由於早期的共產黨不與宗教、君主、議會憲政、民族妥協，傾向進行無神論、無產階級專政、無國家主義的武裝暴力奪權，因此當時許多國家普遍反對共產主義。
1. 宗教信仰背景濃厚的國家，像是以東正教、天主教、基督新教、伊斯蘭教作為國教的國家，反對共產黨的無神論。最典型的例子即是目前天主教圣座還未與中華人民共和國建交。
2. 民主議會憲政統治的國家，反對共產黨一黨制的工農階級專政。像英國、美國都相對反共。其中一些主張自由主義傳統的政黨（不一定是執政黨），則常以言論自由、新聞自由和宗教自由為理由反對共產黨的統治。
3. 君主制統治的國家，反對共產黨的無產階級專政。主張貴族及階級統治，因而反共。像俄羅斯帝國、普魯士王國、泰王國都曾經反共。共產黨在君主制國家也會使用自由作口號，促進民族解放、社會解放並得到自由，进而暴動或發動革命。譬如沙俄時代列寧所領導的俄國社會民主工黨。
4. 以民族國家自居的國家，反對共產黨的国际主义，不認同跨民族跨國界的蘇維埃。如共產主義的南斯拉夫聯邦最後分裂為多民族國家，這些新國家的立場便轉為反共。
5. 法西斯主義者常常以反共作為其行動綱領，像法西斯義大利、納粹德國、佛朗哥西班牙都有強烈的反共立場。德意志國元首與納粹黨主席希特勒義大利首相與法西斯黨領袖墨索里尼日本軍頭與大政翼贊會總裁東條英機

1936年德國和日本等國家，還簽訂反共產國際協定。共產黨在法西斯國家也會拿自由作藉口，聲稱要達致民族解放、社會解放得到自由，进而發動革命。譬如德國共產黨曾經發表《德國人民民族解放和社會解放的綱領》，後來被納粹黨诬陷為策劃國會縱火案，趁機鎮壓共產黨奪權。
1. 各國法律基本都規定「顛覆國家政權」為違法行為，難以接受共產黨武裝暴動奪權的做法。
2. 共產黨暴動奪權，革命成功之後，為沒收人民私產，往往引發大規模暴亂甚至內戰。共產黨也因此常製造大清洗，大屠殺，共產主義政權下的大屠殺讓各國難以忍受。譬如1917年俄国革命後的內戰、史達林的大清洗、毛澤東的文化大革命、波爾布特的红色高棉大屠杀。

至於經濟狀態是否以資本主義為主，並不是各國反共與否的決定性因素。
1. 共產革命並不是只有以打倒資本主義作為目標：早期共產黨只想要建立社會主義國家，不管這個國家有沒有實行資本主義。像沙俄跟中華民國先後被共產黨推翻，但沙皇跟蔣中正并不是单纯因走資本主義路線才反共，而是因為共產黨主张武裝暴動、革命奪權，政治立場無法兼容。
2. 不實施資本主義但反共：跟資本主義無緣的教廷，反而影響不少天主教國家，因宗教自由和反對無神論而反共。

後來有些國家的共產黨人，願意放棄武裝鬥爭，而在議會進行議會鬥爭，也能爭取到一定的國會議席，反共的問題就比較緩和。像是日本共產黨、義大利共產黨，都在該國國會擁有過議席，但從未成為執政黨，亦有如法國共產黨曾加入左派社會黨主導的執政聯盟。

## 现状

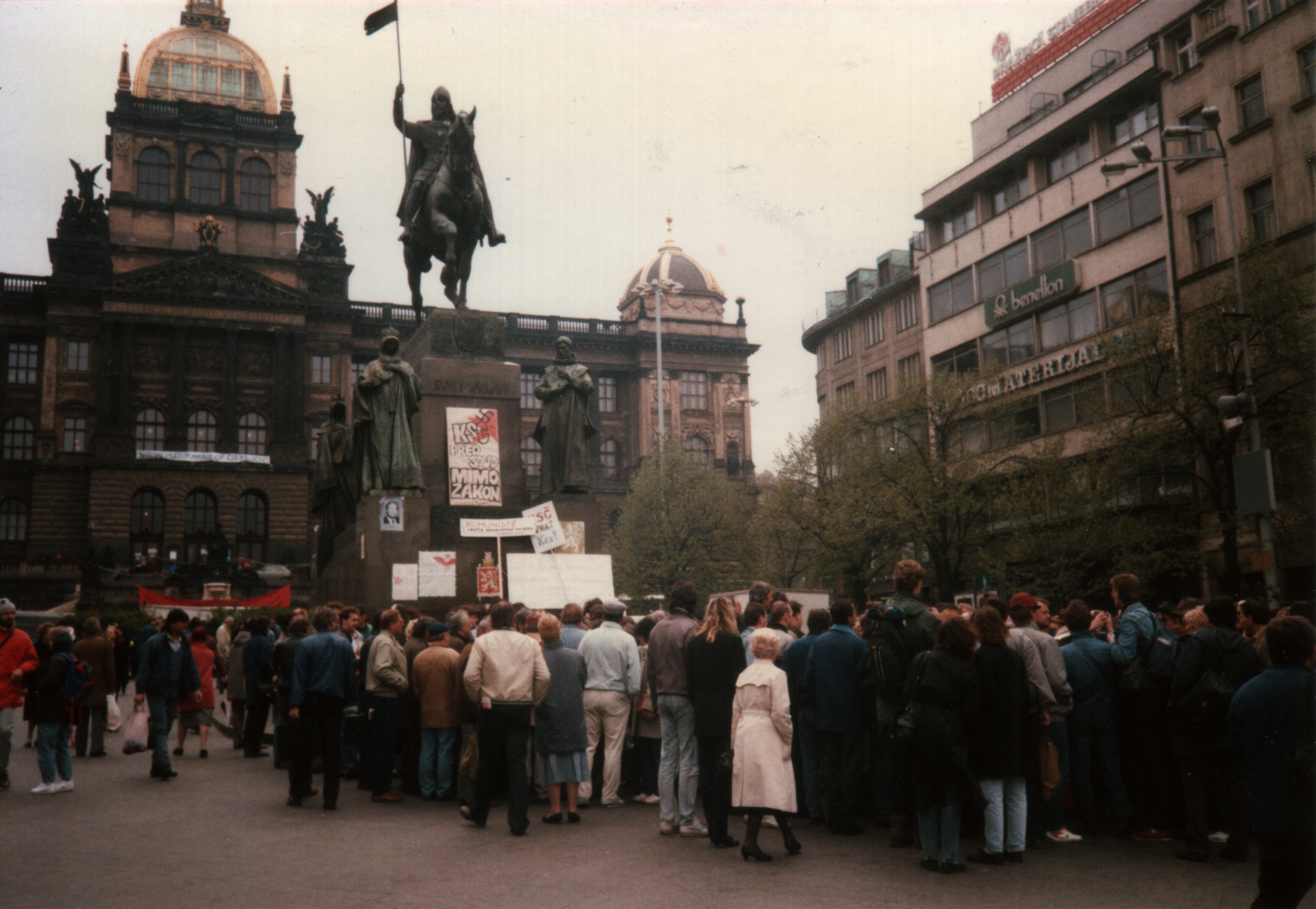

目前，宣稱以馬列主義為指導方針的國家僅存有中国、越南、寮國、和古巴四国。
蘇聯解體後，一些國家對共產黨已經深惡痛絕，紛紛推動去共產主義化。像烏克蘭立法禁止共產黨宣傳、波蘭2016年5月實施《去共產主義法》，禁止宣傳共產主義、捷克制定《反共產主義運動法》、波羅的海三國禁止共產黨活動等。
在当今民众有普选权的民主国家，有些当代马克思主义者是被允许在国内建党，但如日本共产党、法國共產黨、意大利共產黨等政党在其所在国家均未能得到选民的普遍支持，其议会席位数量远落后于占有上百席位的其他的主张政党。在希腊、西班牙，比共产党偏右的反紧缩左翼民粹主义政党席位增长迅速。

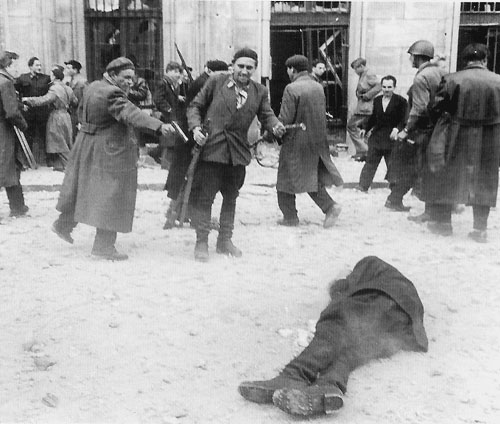
1956年匈牙利革命

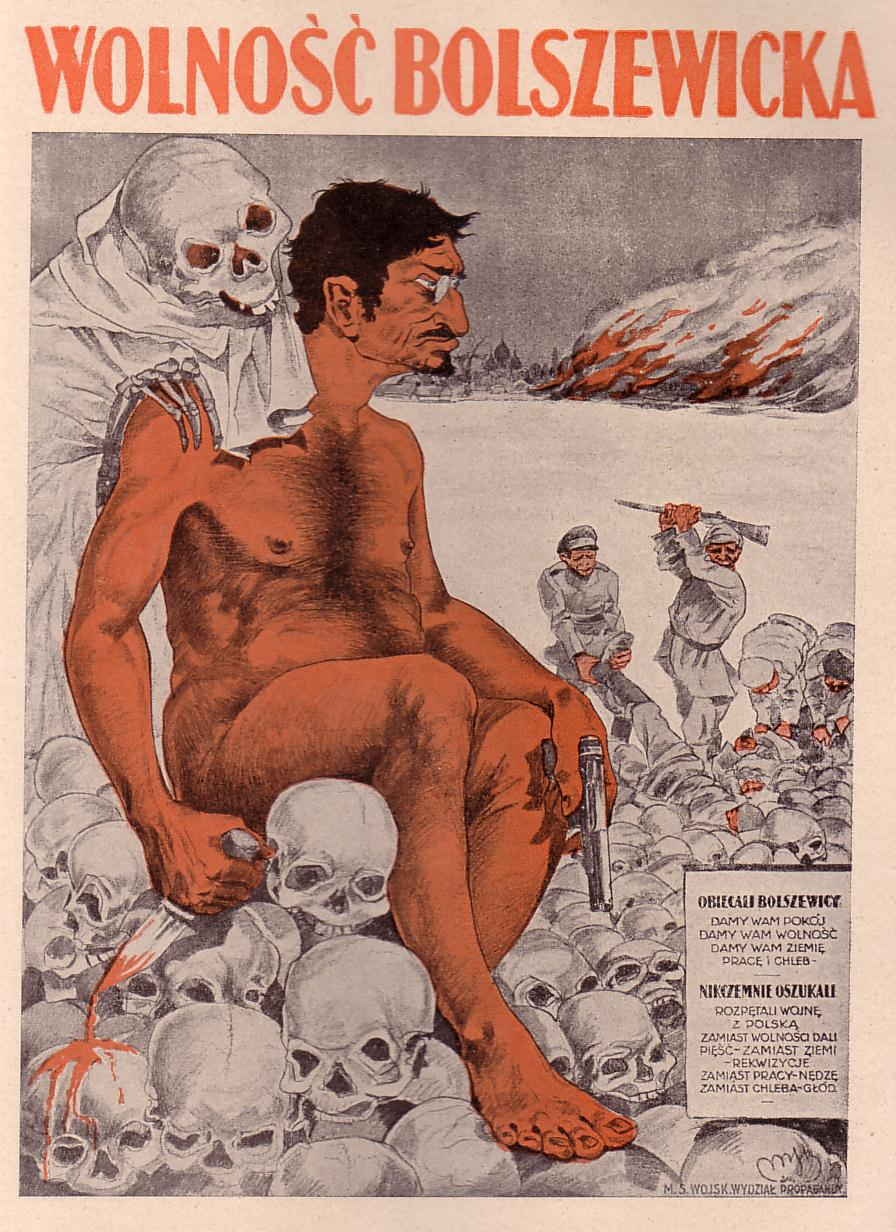
印有列夫·達維多維奇·托洛斯基的海报

## 不同國家和地區的反共

### 欧洲

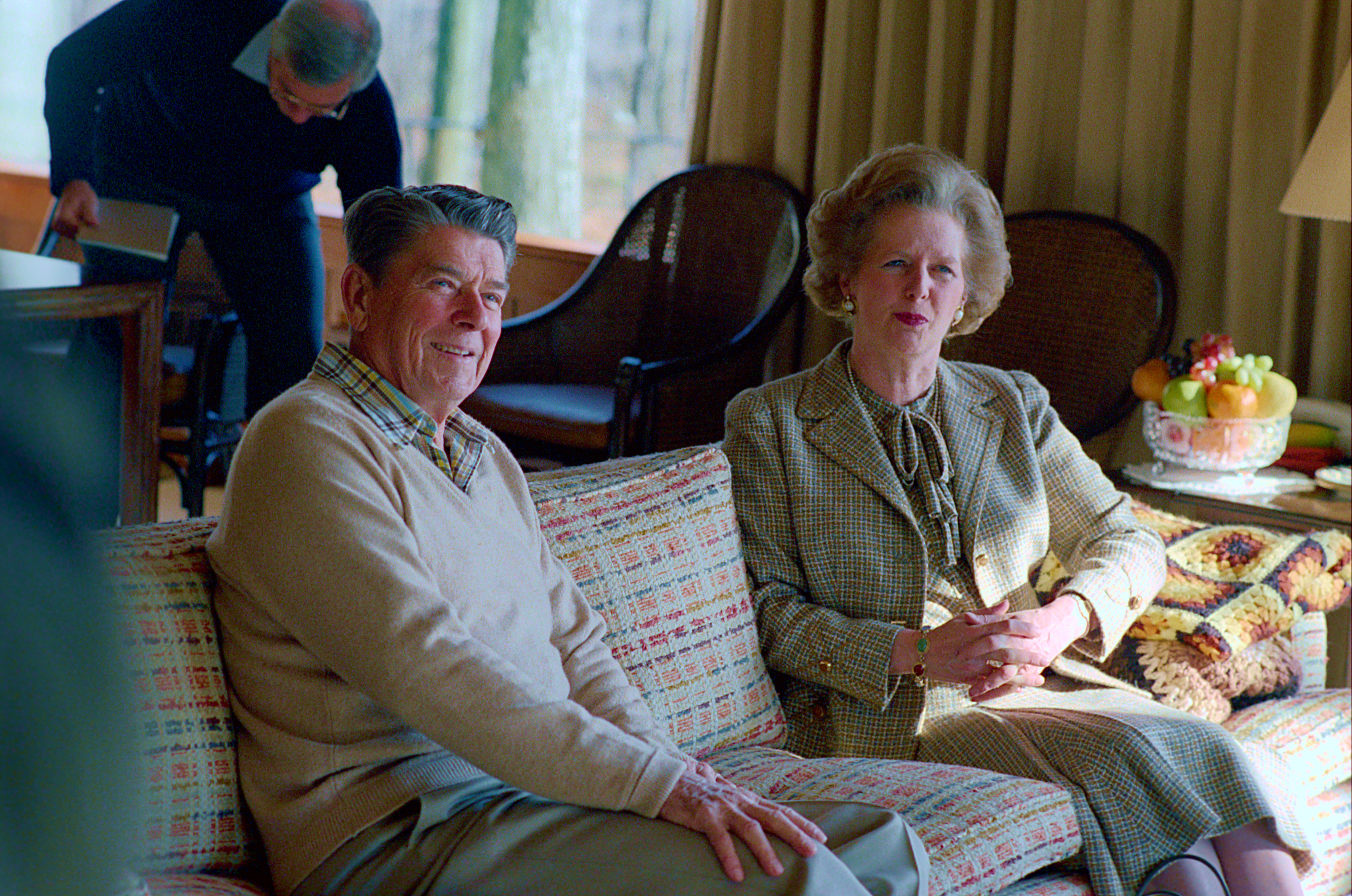
雷根與撒切爾夫人

#### 歐洲委員會和歐洲聯盟
歐洲委員會議會於2006年1月25日冬季會議上發布的第1481/2006號決議歐洲委員會第1481號決議“強烈譴責極權共產政權的罪行”。
歐洲議會提議將8月23日定為紀念20世紀納粹和共產主義罪行的全歐洲紀念日。

#### 阿爾巴尼亞
在冷戰初期，米哈特·弗拉舍里試圖將英美反共反對派聯合起來。在“自由阿爾巴尼亞”全國委員會正式成立於26 1949年8月在巴黎舉行。Frashëri是其總裁，以及其他的指導委員會成員：NuçiKotta，Albaz Kupi，Said Kryeziu和Zef Pali。它得到了中央情報局的支持，並被任命為歐洲自由國家委員會的成員。
1990年代初冷戰結束後，新成立由民主選舉選出的阿爾巴尼亞跨黨派政府頒布了《滅絕種族罪法》，以加快對阿爾巴尼亞社會主義人民共和國前共產主義政府侵犯基本人權和自由的起訴。該法律在英語中也被稱為“種族滅絕法” 和“共產主義種族滅絕法”。

#### 亞美尼亞
1921年2月，左翼民族主義者亚美尼亚革命联盟在亞美尼亞第一共和國解體和蘇維埃解體僅三個月後，對亞美尼亞的布爾什維克當局發動了起義。民族主義者暫時掌權。隨後，由著名民族主義領袖加雷金·恩茲德領導的反共叛亂分子撤退到休尼克山區，建立了亞美尼亞山區共和國，該共和國一直持續到1921年中。

#### 比利時
自第二次世界大戰以來，出現了一些反共組織，例如貝爾格聯盟和政治學，經濟及社會學協會（SEPES）。

#### 捷克斯洛伐克
在1990年6月的選舉之前，四月份在瓦茨拉夫廣場上的示威者聚集在一張海報下，在該海報上紅色的星星和KSČ的縮寫上都畫了一個sw字，而所繪的徽章來自於1953年捷克斯洛伐克社會主義共和國成立之前在比爾森由捷克工人的反共產主義起義。
在天鵝絨革命，推翻共產黨政府。它被視為1989年最重要的革命之一。1989年11月17日，防暴警察鎮壓了布拉格的一個和平學生示威活動。從11月19日到12月下旬，該事件引發了一系列流行的示威活動。到11月20日，在布拉格集會的和平抗議者人數從前一天的200,000人膨脹至估計的50萬人。11月27日舉行了為時兩小時的大罷工，涉及捷克斯洛伐克的所有公民。1990年6月，捷克斯洛伐克舉行了自1946年以來的首次民主選舉，共產黨被推翻。

#### 芬蘭
在芬蘭，民族主義的反共產主義在冷戰之前以拉普阿運動和愛國人民運動的形式存在，之後被取締。在冷戰期間，立憲權利黨反對共產主義。

#### 法國
國際反共主義在1920年代的法德蘇關係中發揮了重要作用。務實的現實主義者和反共的思想家在貿易，安全，選舉政治和社會主義革命的危險方面相互對抗。
法國共產黨在戰時抵抗運動中發揮了重要作用，但遭到主要領導人戴高樂的不信任。到1947年，雷蒙·阿隆成為挑戰知識分子的主要知識分子，極左派分子滲透了法國大部分知識分子社區。他迅速成為一名好鬥的冷戰戰士，挑戰任何親共人士，包括擁護共產主義並捍衛斯大林的讓·保羅·薩特。雷蒙·阿隆讚揚美國的資本主義，支持北約，並譴責馬列主義是反對西方自由民主價值觀的極權運動。

#### 德國

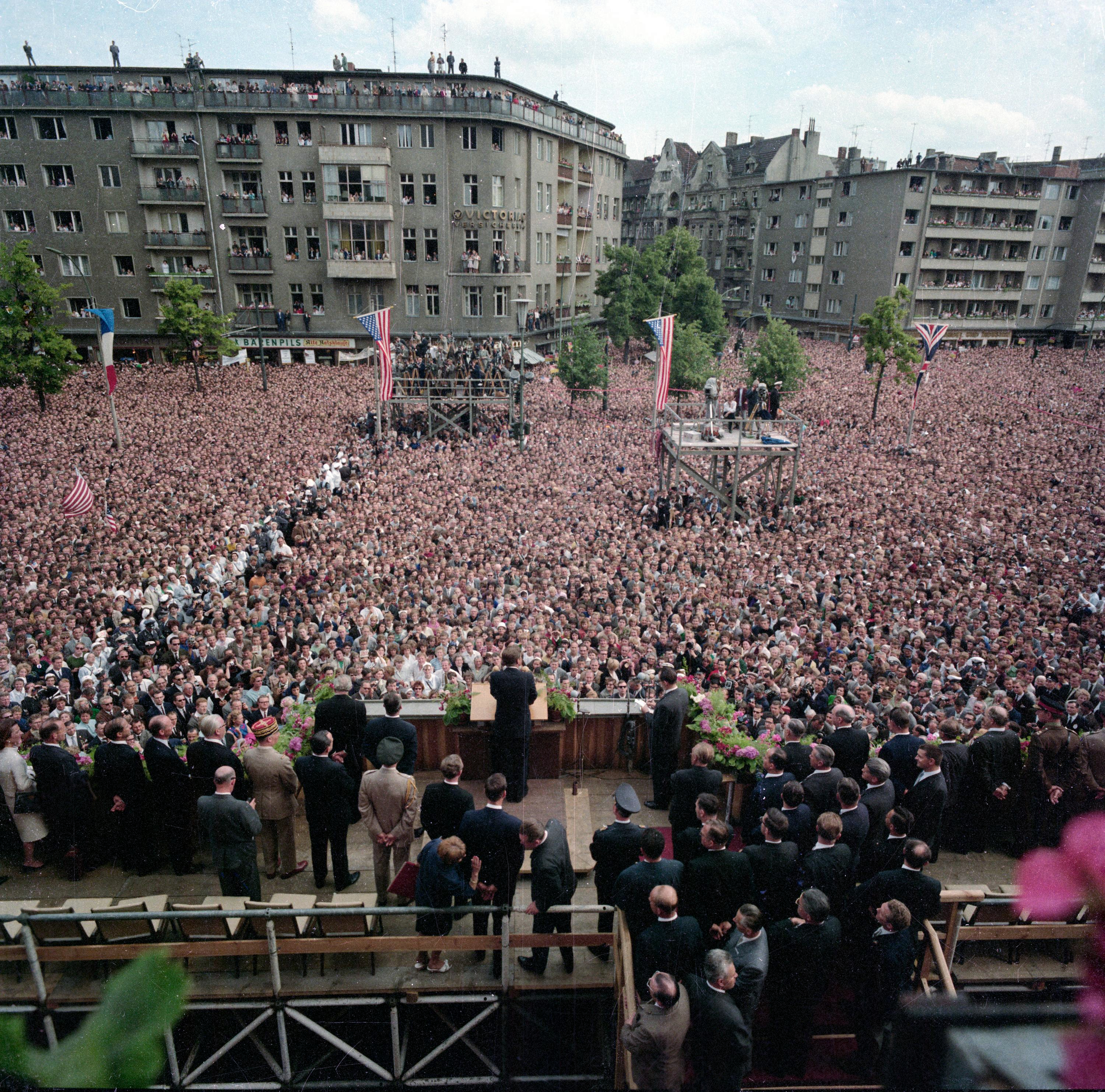
肯尼迪1963年在西柏林的演說我是柏林人

在納粹德國时期，納粹黨禁止了包括共產黨之内的一切政党，並大力宣传共產黨為其敵人。國會縱火案后，4000名德國共產黨员被逮捕。納粹黨還為其政治對手建立了集中營。

#### 匈牙利
在1956年的匈牙利革命是暴動反對匈牙利人民共和國和斯大林主義政策的政府，從1956年10月23日一直持續到11月10日，起義開始吸引了成千上萬的學生示威，它遊行通過布達佩斯的議會大廈。一個試圖進入廣播大樓以廣播其訴求的學生代表團被拘留。當外面的示威者要求釋放代表團時，他們遭到國家安全警察開火。這一消息迅速傳播開來，整個首都爆發了動亂和暴力。叛亂在匈牙利迅速蔓延，政府垮台。在宣布願意就撤軍問題進行談判之後，蘇共中央政治局改變了主意，開始鎮壓革命。

#### 波蘭
1939年德國和蘇聯入侵波蘭後，第二次世界大戰期間的第一次波蘭起義是對蘇維埃的。該Czortków起義期間1940年1月在蘇聯佔領發生波多利亞。當地高中的少年襲擊了當地的紅軍營房和監獄，以釋放被囚禁在那裡的波蘭士兵。
在戰爭的後幾年，波蘭和蘇聯游擊隊之間的衝突越來越多，一些團體在戰後很久仍反對蘇維埃。在1944年至1946年之間，第二次世界大戰結束後，波蘭被稱為“ 被詛咒士兵”的反共武裝團體的士兵立即對共產監獄進行了一系列襲擊。最後一個被詛咒的士兵，是波蘭的激進反共抵抗力量成員，約瑟夫·弗朗扎克，他在1963年被ZOMO用手槍殺死。
1956年的波茲南抗議活動是波蘭人民共和國的大規模反共抗議活動。抗議者被政權壓制。
1970年由於食品和其他用品價格突然上漲，在波蘭發生的抗議罷工活動（波蘭：Grudzień1970年），是發生在波蘭北部的反共示威。由於波蘭人民軍和公民民兵的殘酷鎮壓造成至少42人死亡，1,000多人受傷。
團結工聯是華約國家內的反共工會。在1980年代，它構成了廣泛的反共運動。政府在1980年代初期戒嚴和數年鎮壓期間試圖摧毀工會，但最終政府不得不開始與工會進行談判。在圓桌會談後舉辦的半自由選舉，於1989年由團結工聯領導的聯盟全面擊敗共黨獲勝，1990年12月，團結工聯的華勒沙當選為波蘭總統。

#### 羅馬尼亞
在羅馬尼亞的反共產主義抵抗運動1948年和60年代初之間持續。武裝抵抗是對共產主義政權的第一種也是最結構化的抵抗形式。直到1989年底推翻尼古拉·齊奧塞斯庫為止，有關所謂“反共武裝抵抗”的細節才公開。直到那時，公眾才知道在喀爾巴阡山脈避難的眾多“ haiducs ” 小團體，其中一些人抵抗了罗马尼亚秘密警察部隊長達十年之久。最後的“ haiduc”在巴納特山于1962年被杀。羅馬尼亞的抵抗運動是前蘇聯集團中持續時間最長的武裝運動之一。
1989年的羅馬尼亞革命是持續了一周的一系列暴力衝突，1989年12月下旬爆發了激烈的戰鬥，推翻了齊奧塞斯庫政府。在一次展示審判之後，切奧塞斯庫和他的妻子埃琳娜被處決。羅馬尼亞是唯一的一個以暴力方式推翻其政府或處決其領導人的東方集團國家。

#### 摩爾多瓦
在2009年4月摩爾多瓦共和國共產黨人黨涉嫌操縱選舉之後，出現了摩爾多瓦的反共產主義社會運動。歐洲聯盟的旗幟是摩爾多瓦反共主義者在2009年的象徵。反共者使用在線社交網絡服務 Twitter（Twitter）來組織自己，因此被媒體稱為Twitter Revolution或Grape Revolution。

#### 西班牙
藍色分部的西班牙反共志願軍於1942年在聖塞巴斯蒂安行動組織Anticomunista [ ES ]在1932年舉辦在西班牙內戰是從1936年轉戰到1939年的反共產主義之間的國民軍為首的弗朗西斯科·佛朗哥和親共共和黨派為首曼努埃爾阿薩尼亞。它以佔領馬德里和在1939年獲得國民黨的全面勝利而告終。

### 南美
1970年代，南美的右翼軍政府實施了兀鹰行动，這是一場政治鎮壓運動，涉及成千上萬的政治暗殺，非法拘留和對共產主義同情者的酷刑。該運動旨在消除據稱在各自國家的共產主義和社會主義影響，控制反對政府的反對派，導致大量人員死亡。參與政府包括阿根廷、玻利維亞、巴拉圭、巴西、智利和烏拉圭，但美國的支持有限。

### 美國

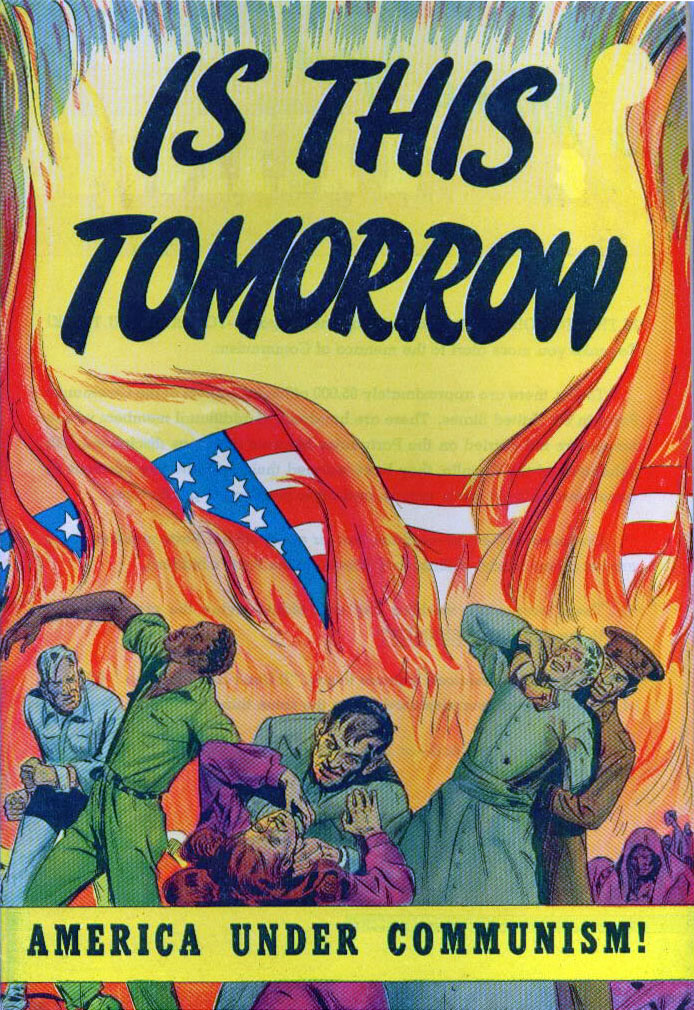
美国的漫画《这就是明天？共產主義下的美國！》，1947年。

在第二次世界大戰和蘇聯的崛起之後，美國的許多反共主義者擔心共產主義會在整個世界上取得勝利，並最終成為對美國的直接威脅。即使蘇聯解體使美國成為世界唯一的超級大國，美國的反共主義者仍然對蘇聯的正式繼承者俄羅斯聯邦和中國共產黨執政的中華人民共和國存有戒心。

### 亚洲

#### 中国（1949年前）
中華民國以蔣中正為首的中国國民黨和国民政府多次打压中國共產黨并发生两次国共内战。第一次源于1927年4月12日四·一二事件国民党的“清党”行动，国民党在短期屠杀了包括共产党人在内、主要是国民党中左派人士的大量人员，引起了共产党的武装反抗。國民黨和国民政府在内战中始处优势，但共产党的反抗武装因各种原因始终没有被清除，直到西安事变后國民黨和共產黨人再次进行合作。抗日战争結束後，兩黨因为美苏博弈等原因再次进入內戰。國民黨在第二次国共内战失利後並撤進台灣。

#### 中國大陸
中华人民共和国民主运动是在中华人民共和国境内鬆散組織的反共產主義運動。該運動始於1979年中美建交后，在1989年的六四事件中發揮了重要作用。大多数运动在初期即被当局强力平息，有些则转而逃亡至国外继续开展。
《零八憲章》是由303名中國知識分子和人權活動家簽署的宣言，他們致力於推動中華人民共和國的政治改革和民主化。它要求更大的言論自由和自由選舉。它於2008年12月10日（《世界人權宣言》通過60週年）出版。自發布以來，該憲章已被中國境內外的8100多人簽署。
有部分中国大陆左翼反对派和其他国家的共产主义者的评论认为中华人民共和国与中国共产党现行制度其实是反共主义。

#### 台湾
中華民國政府在國共內戰中失利退居臺灣初期，仍堅持奉行反共主義。1954年12月配合美国实施《中華民國與美利堅合眾國間共同防禦條約》，並試圖從中华人民共和国政府手中奪回大陸地區，以及積極支持東南亞和世界各地的反共勢力。1975年蔣中正去世後，中華民國政府不再宣传光復大陸，亦轉向和平政策应对中华人民共和国政府及中共，但台灣的反共意識並沒有因此而消失。

#### 香港
香港的反共意識在1920年代的省港大罷工過後開始萌芽，當時港英政府制定各種措施，壓制不利港英政府的言行，並防止中共勢力滲透香港。
中華人民共和國成立前後，大量內地人到香港紮根，包括國民黨員，知識分子和資本家。港英政府鎮壓左派發起的六七暴動後，進一步加強香港的本土化，助長香港人的反共意識。
在香港回歸之前，大多數反共主義者都是中國國民黨和香港泛民主派的支持者。他們反對共產黨在中國大陸和的統治及其一黨專政。香港回歸後香港親台團體逐漸式微，反共主義者大多為香港泛民主派的支持者。
在香港泛民主派政黨的支持下，香港發生了許多反共抗議活動。1989年至2019年每年舉辦維園六四燭光晚會紀念六四事件，1997年至2019年每年七月一日都舉行七一遊行。
自2014年雨傘運動、2016年魚蛋衝突和2019年反送中運動起，香港反共運動越加激進，愈來愈多泛民主派支持者、本土派及修憲派等派別對共產黨反感及厭惡，尤其在2019年下旬所爆發的反送中運動所冒起的「赤納粹」一詞可見一斑。

#### 澳門
相對於香港，澳門因為發生一二·三事件，左派勢力成功肃清国民党势力并得以在社會各個階層紮根，同时親共華商權貴及社團抬頭，導致現時澳門社會普遍傾向親共，但仍然有部分澳門人於香港或台灣接受教育後回流，並於澳門宣揚反共意識，但影响甚微。

#### 马来西亚

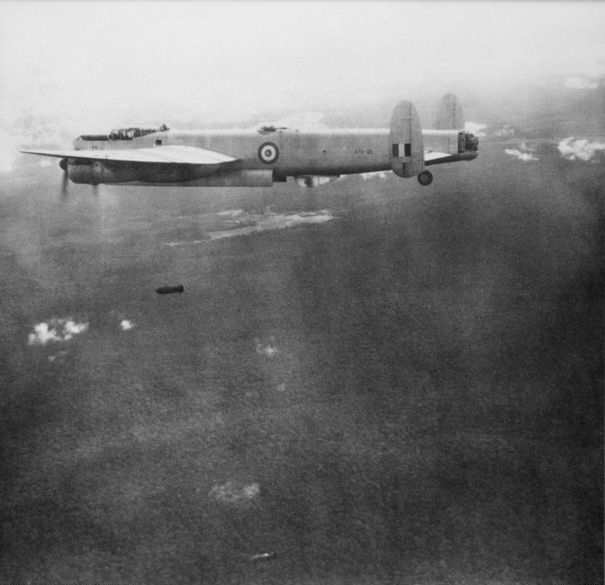
澳軍的阿弗羅·林肯式轟炸機在马来亚共產黨叛軍藏匿的馬來亞森林中投下一枚重500磅的炸彈（約1950年）

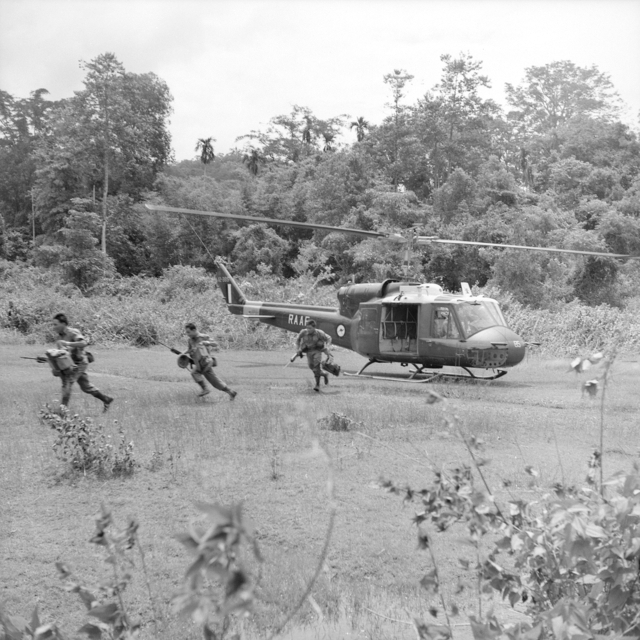
1965年，砂拉越突擊隊乘坐澳大利亚皇家空军UH-1直升機守衛受马来亚共產黨潜袭威脅的马泰边界

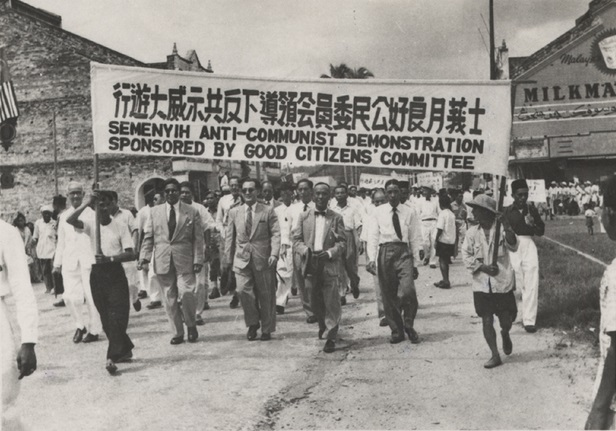
1950年代，馬來亞緊急狀態期間舉辦的反共主義示威大遊行

马来西亚曾多次与马来亚共产党进行激烈对抗，是为马共叛乱（1968年-1989年），最终马共瓦解，而马来西亚获得胜利。马来亚共产党是曾活跃于马来半岛的共产主义政党，于1930年4月30日在马来亚森美兰州瓜拉比拉的乡村成立。由于意识形态冲突，马共与马来亚当局的和平谈判破裂，马共转而由武力方式对抗马来亚政府。1957年马来西亚独立后，马共开始接受中华人民共和国方面的援助，并加大力度对抗马来西亚政府。但由于马共中央的肃反决定造成党内分裂，以及中华人民共和国在1980年对外宣布停止革命输出并切断对外国共产党包括马共的援助后，马共开始走向衰败并开始和泰国及马来西亚政府展开和谈，三方最终于1989年签订和平条约，之后马共放下武器并宣布解散，部分马共成员留在泰国南部定居，另一部分则选择回到马来西亚。

#### 新加坡
1963年2月2日，新加坡警方展开冷藏行动并逮捕多名共产主义分子，其中包括支持共产主义的在野党社會主義陣線的成员。社会主义阵线的领导人林清祥，也在冷藏行动中以從事顛覆活動的罪名被逮捕以及入獄。
在1987年的馬克思主義者陰謀（又称光譜行動）中，新加坡展开行动逮捕了多名共产主义分子。

#### 印度
印度國家參與了反對長期存在的納薩爾派－毛派叛亂的法律和秩序行動。隨之而來的還有許多國家贊助的反毛派民兵。

#### 印度尼西亞
從1965年10月到1966年初，據估計有500,000–3,000,000人被以苏哈托为首的印尼軍方和同盟民兵以反共清洗行動殺害，這些行動針對印度尼西亞共產黨員和所謂的共黨同情者。2016年底，國際法庭宣布此次大屠殺為危害人類罪，並指定美國、英國和澳大利亞為這些罪行的幫兇。

#### 日本
1933年，日本參加了反對第三國際國際協約第九次會議，並成立了國際社會主義思想與運動研究協會（日语：国際思想研究會）。
1935之後，日本為與中國的關係定義了反共產主義的《HIROTA三項原則》，日本也與德國締結了《反共產國際公約》。之後，國際反共產主義聯盟成立於1937年，並於1938年組織召開了反共產國際協定的國家紀念儀式。
1938年11月，首相近衛文麿宣布反共產主義的東亞新秩序。
在1948年至1951年的美國占領期間，日本發生了“紅色清洗”，其中有20,000多名被指控是共產黨員的人被從其工作地點清除。尔后美日安保条约实施下更强化日本政府反共思潮。

## 专业书籍
- Torben Gülstorff: Warming Up a Cooling War: An Introductory Guide on the CIAS and Other Globally Operating Anti-communist Networks at the Beginning of the Cold War Decade of Détente (Cold War International History Project Working Paper Series #75（页面存档备份，存于）), Washington 2015.

## 外部連結
维基共享资源上的相關多媒體資源：反共主義